# Ameerega
Ameerega  (лат.) — род бесхвостых земноводных из семейства древолазов.
Родиной этих лягушек являются дождевые леса Южной Америки к востоку от Анд. Большинство видов обитает в низовьях, но иногда могут встречаться на высоте до 1400 метров над уровнем моря. Ameerega andina и Ameerega erythromos распространены на тихоокеанских склонах Анд. Ameerega maculata — единственный вид, встречающийся в Панаме (северная граница ареала рода).

## Классификация
На февраль 2023 года в род включают 29 видов:
- Ameerega altamazonica Twomey and Brown, 2008
- Ameerega bassleri (Melin, 1941) — Привлекательный древолаз
- Ameerega berohoka Vaz-Silva and Maciel, 2011
- Ameerega bilinguis (Jungfer, 1989)
- Ameerega boehmei Lotters et al., 2009
- Ameerega boliviana (Boulenger, 1902) — Боливийский древолаз
- Ameerega braccata (Steindachner, 1864)
- Ameerega cainarachi (Schulte, 1989)
- Ameerega flavopicta (Lutz, 1925)
- Ameerega hahneli (Boulenger, 1884)
- Ameerega ignipedis Brown and Twomey, 2009
- Ameerega imasmari Brown et al., 2019
- Ameerega ingeri (Cochran and Goin, 1970) — Бесполосый древолаз
- Ameerega macero (Rodriguez and Myers, 1993)
- Ameerega munduruku Neves et al., 2017
- Ameerega panguana Brown et al., 2019
- Ameerega parvula (Boulenger, 1882) — Рубиновый древолаз
- Ameerega pepperi Brown and Twomey, 2009
- Ameerega petersi (Silverstone, 1976) — Разноцветный древолаз
- Ameerega picta (Bibron, 1838)
- Ameerega planipaleae (Morales and Velazco, 1998)
- Ameerega pongoensis (Schulte, 1999)
- Ameerega pulchripecta (Silverstone, 1976) — Лазурный древолаз
- Ameerega rubriventris (Lotters et al., 1997)
- Ameerega shihuemoy (Serrano, 2017)
- Ameerega silverstonei (Myers and Daly, 1979) — Красно-чёрный древолаз
- Ameerega simulans (Myers, Rodriguez, and Icochea, 1998)
- Ameerega trivittata (Spix, 1824) — Трёхполосый древолаз, или трёхполосая древесная лягушка
- Ameerega yoshina Brown and Twomey, 2009